# Coleroa rhynchosiae
Coleroa rhynchosiae är en svampart som först beskrevs av Kalchbr. & Cooke, och fick sitt nu gällande namn av E. Müll. 1962. Coleroa rhynchosiae ingår i släktet Coleroa och familjen Venturiaceae.   Inga underarter finns listade i Catalogue of Life.